# 鹿島アントラーズのアカデミー
鹿島アントラーズのアカデミー（かしまアントラーズのアカデミー）は、鹿島アントラーズの選手育成組織。

## アカデミー全体の概要

### アカデミーの構成
鹿島アントラーズのアカデミーでは年代別の選抜チームとして、第2種（U-18、高校生年代）の「ユース」、第3種（U-15、中学生年代）の「ジュニアユース」、第4種（U-12、小学生年代）の「ジュニア」がある。ユースはトップチームと同じく鹿島（鹿嶋市）を拠点とし、ジュニアユースとジュニアはそれぞれ、鹿島、ノルテ（日立市）、つくば（つくば市）と3拠点にチームがある。また、「スクールコース」は幼稚園生以上を対象に週に1回から3回活動しており、2017年時点で17か所約3,000名の生徒がいる。こうしたユース、ジュニアユース、ジュニア、スクールコースは、次のようなピラミッド構造を形成している。
| カテゴリー     | 登録種別 | 年代                | 拠点             | 拠点       | 拠点       |
| -------------- | -------- | ------------------- | ---------------- | ---------- | ---------- |
| ユース         | 第2種    | 高校生              | 鹿島             | 鹿島       | 鹿島       |
| ジュニアユース | 第3種    | 中学生              | つくば           | 鹿島       | ノルテ     |
| ジュニア       | 第4種    | 小学6〜4年生        | つくば           | 鹿島       | ノルテ     |
| スクールコース | 第4種    | 小学6〜1年生 幼稚園 | 県南・県西エリア | 鹿島エリア | 県北エリア |

### アカデミーの沿革
鹿島アントラーズ創設時の1992年に、育成組織としてユース、ジュニアユース、ジュニアの3チームが新規に活動を開始した。開校当時のジュニアでは応募数が募集人数に満たないこともあった。1995年には、週に1回サッカーを楽しむためのクリニックコースがスタートした。クリニックコースは2016年に、スクールコースと改称している。なおスタート時は、ユース以下の鹿島アントラーズの育成組織全体が「鹿島アントラーズスクール」と呼ばれていた。鹿島アントラーズの育成組織を管轄するスクールマスターは、小松義典があたった。

### 地域ハンディへの挑戦
鹿島アントラーズ強化部長の鈴木満は、ホームタウンの人口が少なく優れた人材が限られているためにアカデミーからトップで通用する選手が出てくるのがむつかしいという地域ハンディが鹿島にはあると述べている。神奈川県のクラブであれば3万人から5人の選手を選べるのに対し、鹿島では50人から5人の選手を選んでいるという。こうした地域ハンディを克服するために鹿島アントラーズのアカデミーでは、ジュニアユースやジュニアの拠点を3ヶ所にしたり、ユースにおけるユース寮や毎日の食事、高校との連携などの改革を行ったりしている。

### 決算
鹿島アントラーズのアカデミーに関する決算は、つぎのとおり。
| 年度 | 収入 | 経費 | 所得 |
| ---- | ---- | ---- | ---- |
| 2011 | 233  | 144  | 89   |
| 2012 | 270  | 173  | 97   |
| 2013 | 269  | 166  | 103  |
| 2014 | 266  | 159  | 107  |
| 2015 | 285  | 166  | 119  |
| 2016 | 283  | 149  | 134  |
| 2017 | 276  | 165  | 111  |

- 収入、経費、所得の単位: 百万円
- 出典: 各年度のJ1 クラブ決算一覧。2011、2012、2013、2014、2015、2016、2017

## 鹿島ユース
ユースは、第2種（U-18、高校生年代）の選抜チーム。アカデミーの最終カテゴリーであり、選手たちのトップチーム昇格を目指して活動している。ユースの選手は、鹿島、ノルテ、つくばという3つのジュニアユース出身者と、全国からスカウトされた選手、ユースチーム選考会で選ばれた選手からなる。
高円宮杯U-18サッカーリーグでは2017年時点で、日本の高校生年代の1部リーグであるプレミアリーグイーストに所属している。Bチームは、茨城県リーグ1部に所属している。
また毎年、日本クラブユースサッカー選手権 (U-18)大会とJリーグユース選手権大会に全国大会優勝を目指して参戦しているほか、Jリーグ U-16チャレンジリーグや波崎ユースカップに参戦している。

### 沿革

#### 1992年の活動開始からの10年
鹿島アントラーズユースは、鹿島アントラーズが誕生した1992年から活動を開始した。1995年にGKの市川友也がチーム初となるトップチーム昇格を決め、1997年にはGKの曽ヶ端準がトップチーム昇格となった。
1998年、第6回Jリーグユース選手権大会で優勝。このときの優勝メンバーのうち、3年生の4選手はこの年に、2年生の野沢拓也と根本裕一は翌1999年に、それぞれトップチームへの昇格を決めた。また、野沢は1999年に2種登録選手としてトップのリーグ戦に初出場した。このように昇格が相次いだ結果、2000年から2001年にかけて、トップチームにはユース出身選手が7名在籍することとなった。曽ヶ端と野沢は後年、トップチームの主力として活躍している。
ユース監督は、1993年は藤代伸世、1994年は椎本邦人がつとめた。1995年、椎本はスカウト部に転出し、後任は山崎勇次となった。山崎は2002年までユース監督をつとめた。

#### 2002年から2010年まで
2001年以降、鹿島アントラーズユースでは2010年までの10年で9名の選手が昇格した。とくに第12回Jリーグユース選手権大会優勝などの実績を残した2004年は、3選手が昇格した。しかし、曽ヶ端と野沢に続いてトップチームの主力として活躍する選手は現れなかった。こうした状況は、2010年に昇格が決定した土居聖真が2013年に主力となるまで続いた。
2003年に開始したプリンスリーグで鹿島ユースは当初、茨城県リーグに参戦。2004年に茨城県リーグ1部で優勝し、2005年からプリンスリーグ関東に参戦した。2011年に開始した高円宮杯 JFA U-18サッカープレミアリーグの初年度は、2部リーグ相当の関東プリンスリーグに参戦することになった。
ユースの監督は、2003年から2007年までは河崎淳一、2008年と2009年は古賀聡がつとめた。2010年は、監督が土田哲也、コーチが鹿島アントラーズでFWだった長谷川祥之という「トップ2」の体制となった。
この頃までのユースについて、ジュニアユースからユースに昇格しただけで満足したりクラブ活動のつもりでプレーしたりする選手もいたようだと、鈴木満強化部長は振り返っている。

#### 2011年の改革
2011年、鹿島ユースは本年を「改革元年」と位置づけ、体制を刷新した。「プロとユースの関係をスムーズにしたい。プロの監督がやっているブラジル流のやり方をユース以下にも導入したい」という理由から、ブラジル人のキッカが新監督に就任した。また、鹿島アントラーズの元MFで前年まではスカウトだった熊谷浩二がコーチに就任した。
キッカ監督のもと、鹿島ユースは2011年のプリンスリーグで優勝。参入戦も勝ち抜き、翌2012年のプレミアリーグ昇格を決めた。2012年と2013年、プレミアリーグイーストのリーグ戦で残留し、キッカ監督は3年で退任した。後任として熊谷浩二がコーチから監督となった。この間、トップ昇格者は、2011年が3名、2013年が1名であった。
熊谷浩二監督のもと、鹿島ユースは2014年の第22回Jリーグユース選手権大会で優勝。2015年には高円宮杯U-18サッカーリーグ チャンピオンシップを初制覇した。また、アジア・チャンピオンズ・トロフィー U－18（ACT U-18）に日本のユースチームとして初参加し、優勝した。トップ昇格者は、2014年は鈴木優磨ら2名、2015年は4名であった。

#### 年表
- 1992年 - ユースの活動開始
- 1994年 - 市川友也がトップチーム昇格決定。初のトップチーム昇格
- 1997年 - 曽ヶ端準がトップチーム昇格決定
- 1998年 - 第6回Jリーグユース選手権大会優勝。4選手がトップチーム昇格決定
- 1999年 - 野沢拓也、鹿島ユース在籍の2種登録選手で初のJリーグ戦出場、トップチーム昇格決定
- 2003年 - プリンスリーグが開始。鹿島ユースは茨城県リーグに所属
- 2004年 - 鹿島学園高校と提携開始
- 2004年 - 第12回Jリーグユース選手権大会優勝。茨城県リーグ優勝、プリンスリーグ関東に昇格決定。3選手がトップチーム昇格決定
- 2010年 - 土居聖真がトップチーム昇格決定
- 2011年 - 高円宮杯U-18サッカーリーグ プレミアリーグが開始。鹿島ユースはプリンスリーグ関東1部に所属
- 2011年 - キッカ監督就任
- 2011年 - 明治製菓（のち、明治）と栄養管理の連携開始
- 2011年 - プリンスリーグ関東優勝、参入戦勝利、プレミアリーグ昇格決定。3選手がトップチーム昇格決定
- 2014年 - 熊谷浩二監督就任
- 2014年 - 第22回Jリーグユース選手権大会優勝。鈴木優磨ら2選手がトップチーム昇格決定
- 2015年 - ACT U-18に参加、優勝。高円宮杯U-18チャンピオンシップ獲得。4選手がトップチーム昇格決定
- 2018年 - プレミアリーグイースト優勝。2選手がトップチーム昇格決定

#### 年度別戦績と歴代監督
2002年度までの成績は、次のとおり。
| 年度 | 高円宮杯U-18 | クラブユース杯 | Jユース杯 | その他大会            | 監督     |
| ---- | ------------ | -------------- | --------- | --------------------- | -------- |
| 1992 | 不出場       |                | -         | -                     |          |
| 1993 | 不出場       |                |           | -                     | 藤代伸世 |
| 1994 | 不出場       |                |           | -                     | 椎本邦人 |
| 1995 | 不出場       |                |           | -                     | 山崎勇次 |
| 1996 | 不出場       |                |           | -                     | 山崎勇次 |
| 1997 | ベスト8      | 準優勝         |           | -                     | 山崎勇次 |
| 1998 | 不出場       |                | 優勝      | -                     | 山崎勇次 |
| 1999 | 不出場       | 関東予選敗退   | ベスト8   | -                     | 山崎勇次 |
| 2000 | 不出場       | ベスト8        | ベスト8   | -                     | 山崎勇次 |
| 2001 | 不出場       | ベスト8        | 1回戦敗退 | -                     | 山崎勇次 |
| 2002 | 不出場       | 関東予選敗退   | 1回戦敗退 | 関東スーパーリーグ9位 | 山崎勇次 |

JFAプリンスリーグU-18が開始した2003年度から2010年度までの成績は、次のとおり。
| 年度 | JFAプリンスリーグ | JFAプリンスリーグ | JFAプリンスリーグ | JFAプリンスリーグ | JFAプリンスリーグ | JFAプリンスリーグ | JFAプリンスリーグ | 高円宮杯U-18 | クラブユース杯 | Jユース杯 | Jリーグ U-16 | 監督     |
| 年度 | 所属              | 勝点              | 勝                | 分                | 敗                | 順位              | 出場権または降格  | 高円宮杯U-18 | クラブユース杯 | Jユース杯 | Jリーグ U-16 | 監督     |
| ---- | ----------------- | ----------------- | ----------------- | ----------------- | ----------------- | ----------------- | ----------------- | ------------ | -------------- | --------- | ------------ | -------- |
| 2003 | 茨城県リーグ1部   |                   |                   |                   |                   |                   |                   | 不出場       | ベスト8        | 1回戦敗退 | -            | 河崎淳一 |
| 2004 | 茨城県リーグ1部   | 20                | 7                 | 0                 | 0                 | 優勝              | 関東に昇格        | 不出場       | 3位            | 優勝      | -            | 河崎淳一 |
| 2005 | プリンス関東      | 15                | 5                 | 0                 | 4                 | 5位               |                   | 不出場       | 関東予選敗退   | ベスト16  | -            | 河崎淳一 |
| 2006 | プリンス関東      | 17                | 5                 | 2                 | 2                 | 3位               | 高円宮杯出場      | ベスト8      | GL敗退         | ベスト8   | -            | 河崎淳一 |
| 2007 | プリンス関東      | 3                 | 1                 | 0                 | 8                 | 9位               | 関東2部へ参入     | 不出場       | GL敗退         | 1回戦敗退 | -            | 河崎淳一 |
| 2008 | プリンス関東2部   | 12                | 4                 | 0                 | 1                 | 優勝              | 関東1部に昇格     | 不出場       | GL敗退         | ベスト8   | -            | 古賀聡   |
| 2009 | プリンス関東1部   | 10                | 3                 | 1                 | 7                 | 10位              | 関東2部へ降格     | 不出場       | GL敗退         | 1回戦敗退 |              | 古賀聡   |
| 2010 | プリンス関東2部   | 24                | 7                 | 3                 | 1                 | 2位               | 関東1部に昇格     | 不出場       | GL敗退         | 予選敗退  | 優勝         | 土田哲也 |

高円宮杯 JFA U-18サッカープレミアリーグが開始した2011年度からの成績は、次のとおり。
| 年度 | 高円宮杯U-18サッカーリーグU-18 | 高円宮杯U-18サッカーリーグU-18 | 高円宮杯U-18サッカーリーグU-18 | 高円宮杯U-18サッカーリーグU-18 | 高円宮杯U-18サッカーリーグU-18 | 高円宮杯U-18サッカーリーグU-18 | 高円宮杯U-18サッカーリーグU-18 | クラブユース杯 | Jユース杯 | Jリーグ U-16 | その他大会 | 監督     |
| 年度 | 所属                           | 勝点                           | 勝                             | 分                             | 敗                             | 順位                           | 出場権または降格               | クラブユース杯 | Jユース杯 | Jリーグ U-16 | その他大会 | 監督     |
| ---- | ------------------------------ | ------------------------------ | ------------------------------ | ------------------------------ | ------------------------------ | ------------------------------ | ------------------------------ | -------------- | --------- | ------------ | ---------- | -------- |
| 2011 | プリンス関東1部                | 39                             | 12                             | 3                              | 3                              | 優勝                           | プレミアに昇格                 | ベスト8        | ベスト8   |              | -          | キッカ   |
| 2012 | プレミアイースト               | 23                             | 6                              | 5                              | 7                              | 7位                            |                                | ベスト8        | ベスト16  |              | -          | キッカ   |
| 2013 | プレミアイースト               | 21                             | 6                              | 3                              | 9                              | 8位                            |                                | GL敗退         | ベスト8   | グループ優勝 | -          | キッカ   |
| 2014 | プレミアイースト               | 28                             | 7                              | 7                              | 4                              | 3位                            |                                | ベスト16       | 優勝      |              | -          | 熊谷浩二 |
| 2015 | プレミアイースト               | 40                             | 12                             | 4                              | 2                              | 優勝                           | 高円宮杯CS優勝                 | ベスト16       | 2回戦敗退 | グループ優勝 | ACT 優勝   | 熊谷浩二 |
| 2016 | プレミアイースト               | 17                             | 4                              | 5                              | 7                              | 8位                            |                                | 関東予選敗退   | ベスト16  | グループ4位  | -          | 熊谷浩二 |
| 2017 | プレミアイースト               | 25                             | 6                              | 7                              | 5                              | 4位                            |                                | ベスト16       | ベスト8   | 中止         | -          | 熊谷浩二 |
| 2018 | プレミアイースト               | 42                             | 13                             | 3                              | 2                              | 優勝                           | 高円宮杯CS準優勝               | ベスト16       | ベスト16  | グループ優勝 | -          | 熊谷浩二 |

鹿島アントラーズユースBチームの年度別成績は、次のとおり。
| 年度 | 所属          | 勝点 | 勝 | 分 | 敗 | 順位 | 出場権または降格 |
| ---- | ------------- | ---- | -- | -- | -- | ---- | ---------------- |
| 2012 | 茨城県東地区A | 25   | 8  | 1  | 0  | 優勝 | 茨城2部へ昇格    |
| 2013 | 茨城2部A      | 39   | 13 | 0  | 1  | 優勝 | 茨城1部へ昇格    |
| 2014 | 茨城1部       | 24   | 7  | 3  | 8  | 7位  |                  |
| 2015 | 茨城1部       | 28   | 8  | 4  | 6  | 3位  |                  |
| 2016 | 茨城1部       | 25   | 7  | 4  | 7  | 5位  |                  |
| 2017 | 茨城1部       | 26   | 7  | 5  | 6  | 5位  |                  |
| 2018 | 茨城1部       | 35   | 11 | 2  | 5  | 2位  |                  |

出典: 茨城県サッカー協会 第2種

### ユース選手の生活

#### 年間大会スケジュール
1年を通じて、高円宮杯U-18サッカーリーグ、日本クラブユースサッカー選手権 (U-18)大会、Jリーグユース選手権大会などに参戦している。
| 月 | 大会           | 大会           | 大会         |
| -- | -------------- | -------------- | ------------ |
| 1  |                |                |              |
| 2  |                |                |              |
| 3  | U-16リーグ     |                |              |
| 4  | 高円宮杯リーグ |                |              |
| 5  | 高円宮杯リーグ | クラブユース杯 |              |
| 6  | 高円宮杯リーグ | クラブユース杯 |              |
| 7  | 高円宮杯リーグ | クラブユース杯 |              |
| 8  | 高円宮杯リーグ |                |              |
| 9  | 高円宮杯リーグ |                |              |
| 10 | 高円宮杯リーグ | Jユース杯      |              |
| 11 | 高円宮杯リーグ | Jユース杯      |              |
| 12 | 高円宮杯リーグ | Jユース杯      | 波崎ユース杯 |

出典: 『KASHIMA ANTLERS YEAR BOOK 2016』株式会社鹿島アントラーズ エフ・シー、2016年、106頁。 
そのほかに、海外遠征への参加や、2015年のACT U-18などのような不定期の大会参戦もある。

#### 練習
主な練習場はアントラーズクラブハウスグラウンド。
トップチームの練習や紅白戦にユースの選手が参加することもある。トップチーム春季キャンプには、何人かのユース選手が参加することが多い。
特に2013年にトップチームがトニーニョ・セレーゾ監督になってからは、トップチームとユースとの連携が密になった。

#### ユース寮
全寮制となっており、ユースの選手は全員がユース寮で生活する。
ユース寮の建物はエア・ウォーター社の社員寮を利用している。各選手に1人部屋が割り当てられており、トレーニングルーム、ミーティングルーム、大浴場が備わっている。また、寮管理のためにアカデミーのコーチ陣が寝泊まりしている。

#### 毎日の食事
ユース寮の毎日の食事は、2011年から明治と連携した栄養管理がされている。また、体作りやコンディション維持のために食べるものを自分自身が選択する「技」を身につけることを目的に、ユース選手を対象とした栄養セミナーを開催している。

#### 高校との連携
鹿島学園高校と2004年から提携しており、ユースの選手は全員、鹿島学園高校に通学する。
授業の時間割を調整するなど、サッカーの練習との両立が配慮されている。

#### 海外遠征
国際体験を積むために、積極的に海外遠征をしている。
2012年以降、2年に1度ずつ鹿島学園の修学旅行としてスペイン遠征を実施している。
スペイン遠征では、FCバルセロナやアトレティコ・マドリードなどのユース年代チームと試合を重ねるほか、観光やリーガ・エスパニョーラの試合観戦をする。
また、韓国、中国、マレーシア、香港などへも遠征して大会に出場している。

#### 選手の進路
トップ昇格やJリーグに入団した選手は、アカデミー出身選手参照。トップ昇格しなかった選手は、大学に進学してサッカーを続けることが多い。ユースチーム卒業後、東京大学に進学した選手もいる。

## ジュニアユース
ジュニアユースは、第3種（U-15、中学生年代）の選抜チーム。鹿島アントラーズのジュニアユースには、鹿島（鹿嶋市）、ノルテ（日立市）、つくば（つくば市）の3チームがある。

### 鹿島ジュニアユース
1992年に活動を開始した。練習場はアントラーズクラブハウスグラウンドや新日鐵住金総合グラウンド。関東ユース (U-15)サッカーリーグの1部リーグに所属している。
| 年度 | 所属    | リーグ戦 | リーグ戦 | リーグ戦 | リーグ戦 | リーグ戦 | 高円宮杯     | クラブユース選手権 | Jリーグ U-14         | Jリーグ U-13 U-13地域リーグ | その他公式戦             | 監督     |
| 年度 | 所属    | 勝点     | 勝       | 分       | 敗       | 順位     | 高円宮杯     | クラブユース選手権 | Jリーグ U-14         | Jリーグ U-13 U-13地域リーグ | その他公式戦             | 監督     |
| ---- | ------- | -------- | -------- | -------- | -------- | -------- | ------------ | ------------------ | -------------------- | --------------------------- | ------------------------ | -------- |
| 1992 |         |          |          |          |          |          |              |                    | -                    | -                           |                          |          |
| 1993 |         |          |          |          |          |          |              |                    | -                    | -                           |                          |          |
| 1994 |         |          |          |          |          |          |              |                    | -                    | -                           |                          |          |
| 1995 |         |          |          |          |          |          |              |                    | -                    | -                           |                          |          |
| 1996 |         |          |          |          |          |          |              |                    | -                    | -                           |                          |          |
| 1997 |         |          |          |          |          |          |              |                    | -                    | -                           |                          |          |
| 1998 |         |          |          |          |          |          | 関東予選敗退 |                    | -                    | -                           |                          |          |
| 1999 |         |          |          |          |          |          | 1回戦敗退    | 関東予選敗退       | -                    | -                           |                          | 河崎淳一 |
| 2000 |         |          |          |          |          |          | 関東予選敗退 | 関東予選敗退       | -                    | -                           |                          | 河崎淳一 |
| 2001 |         |          |          |          |          |          | 関東予選敗退 | 3位                | -                    | -                           |                          | 河崎淳一 |
| 2002 |         |          |          |          |          |          | 優勝         | 関東予選敗退       | -                    | -                           |                          | 河崎淳一 |
| 2003 |         |          |          |          |          |          | 関東予選敗退 | ベスト8            | -                    | -                           |                          | 森島修   |
| 2004 |         |          |          |          |          |          | 関東予選敗退 | 県予選敗退         | -                    | -                           |                          | 森島修   |
| 2005 |         |          |          |          |          |          | 県予選敗退   | 一回戦敗退         | -                    | -                           |                          | 森島修   |
| 2006 |         |          |          |          |          |          | 関東予選敗退 | 関東予選敗退       | -                    | -                           |                          | 森島修   |
| 2007 | 関東    | 2        | 0        | 2        | 3        | 12位     | 関東予選敗退 | GL敗退             | -                    |                             |                          | 土田哲也 |
| 2008 | 関東    | 19       | 6        | 1        | 4        | 4位      | 関東予選敗退 | ベスト8            |                      |                             |                          | 土田哲也 |
| 2009 | 関東    | 7        | 2        | 1        | 8        | 10位     | 関東予選敗退 | ベスト16           |                      |                             |                          | 土田哲也 |
| 2010 | 関東1部 | 15       | 4        | 3        | 4        | 8位      | 関東予選敗退 | ベスト8            |                      |                             |                          | 森島修   |
| 2011 | 関東1部 | 13       | 3        | 4        | 4        | 9位      | 関東予選敗退 | 関東予選敗退       | メトロポリタンC 6位  | メトロポリタンD 5位         |                          | 森島修   |
| 2012 | 関東1部 | 35       | 10       | 5        | 7        | 5位      | 関東予選敗退 | GL敗退             | メトロポリタンC 優勝 |                             |                          | 賀谷英司 |
| 2013 | 関東1部 | 13       | 4        | 1        | 17       | 12位     | 関東予選敗退 | ベスト16           | メトロポリタンC 2位  | メトロポリタンC 3位         |                          | 賀谷英司 |
| 2014 | 関東2部 | 51       | 15       | 6        | 1        | 2位      | 2回戦敗退    | 優勝               | メトロポリタンC 4位  | 関東2部D 4位                |                          | 中村幸聖 |
| 2015 | 関東1部 | 33       | 10       | 3        | 9        | 5位      | ベスト4      | 1回戦敗退          | メトロポリタンA 12位 | 関東2部D 5位                |                          | 中村幸聖 |
| 2016 | 関東1部 | 25       | 6        | 7        | 9        | 9位      | 関東予選敗退 | 関東予選敗退       | メトロポリタンA1 6位 | 茨城県1部 1位               | JFAプレミアカップ 準優勝 | 中村幸聖 |

### ノルテジュニアユース
1999年に日立市を中心拠点として活動を開始した。「ノルテ」はポルトガル語で「北」を意味する言葉で、茨城県の県北地域の生徒で構成されている。関東ユース (U-15)サッカーリーグに所属している。
| 年度 | 所属      | リーグ戦 | リーグ戦 | リーグ戦 | リーグ戦 | リーグ戦 | 高円宮杯     | クラブユース選手権 | Jリーグ U-14        | Jリーグ U-13 U-13地域リーグ | その他公式戦 | 監督       |
| 年度 | 所属      | 勝点     | 勝       | 分       | 敗       | 順位     | 高円宮杯     | クラブユース選手権 | Jリーグ U-14        | Jリーグ U-13 U-13地域リーグ | その他公式戦 | 監督       |
| ---- | --------- | -------- | -------- | -------- | -------- | -------- | ------------ | ------------------ | ------------------- | --------------------------- | ------------ | ---------- |
| 1999 |           |          |          |          |          |          |              |                    | -                   | -                           |              |            |
| 2000 |           |          |          |          |          |          |              |                    | -                   | -                           |              | 土田哲也   |
| 2001 |           |          |          |          |          |          |              |                    | -                   | -                           |              | 土田哲也   |
| 2002 |           |          |          |          |          |          |              | 関東予選敗退       | -                   | -                           |              | 土田哲也   |
| 2003 |           |          |          |          |          |          |              | 県予選敗退         | -                   | -                           |              | 土田哲也   |
| 2004 |           |          |          |          |          |          |              | 県予選敗退         | -                   | -                           |              | 土田哲也   |
| 2005 |           |          |          |          |          |          |              | 県予選敗退         | -                   | -                           |              | 土田哲也   |
| 2006 |           |          |          |          |          |          |              | 関東予選敗退       | -                   | -                           |              | 土田哲也   |
| 2007 |           |          |          |          |          |          | 県予選敗退   | 関東予選敗退       | -                   |                             |              | 亀谷誠     |
| 2008 | 茨城県1部 | 16       | 5        | 1        | 1        | 2位      | 関東予選敗退 | 関東予選敗退       |                     |                             |              | 亀谷誠     |
| 2009 | 茨城県1部 | 16       | 5        | 1        | 1        | 優勝     | 関東予選敗退 | 関東予選敗退       |                     | メトロポリタンB 5位         |              | 小笠原賢二 |
| 2010 | 関東2部   | 16       | 5        | 1        | 1        | 優勝     | 関東予選敗退 | GL敗退             | メトロポリタンA 7位 |                             |              | 賀谷英司   |
| 2011 | 関東1部   | 15       | 4        | 3        | 4        | 5位      | 関東予選敗退 | ベスト16           | メトロポリタンA 7位 | メトロポリタンA 7位         |              | 賀谷英司   |
| 2012 | 関東1部   | 14       | 3        | 5        | 14       | 12位     | 関東予選敗退 | 関東予選敗退       | メトロポリタンC 7位 | メトロポリタンD 5位         |              | 小笠原賢二 |
| 2013 | 関東2部   | 30       | 9        | 3        | 10       | 7位      | 関東予選敗退 | 関東予選敗退       | メトロポリタンA 8位 |                             |              | 小笠原賢二 |
| 2014 | 関東2部   | 24       | 6        | 6        | 10       | 9位      | 関東予選敗退 | 関東予選敗退       | メトロポリタンC 3位 | 関東2部C 優勝               |              | 小笠原賢二 |
| 2015 | 関東2部   | 33       | 10       | 3        | 9        | 6位      | 関東予選敗退 | 関東予選敗退       | メトロポリタンB 5位 | 関東1部A 8位                |              | 小笠原賢二 |
| 2016 | 関東2部   | 41       | 12       | 5        | 5        | 優勝     | 関東予選敗退 | 関東予選敗退       | メトロポリタンB 4位 | 関東2部D 6位                |              | 小笠原賢二 |

### つくばジュニアユース
2008年につくば市を中心拠点として活動を開始した。主な練習場はつくばアカデミーセンター。茨城県の県南地域の生徒で構成されている。関東ユース (U-15)サッカーリーグに所属している。
| 年度 | 所属      | リーグ戦 | リーグ戦 | リーグ戦 | リーグ戦 | リーグ戦 | 高円宮杯     | クラブユース選手権 | Jリーグ U-14         | Jリーグ U-13 U-13地域リーグ | その他公式戦 | 監督     |
| 年度 | 所属      | 勝点     | 勝       | 分       | 敗       | 順位     | 高円宮杯     | クラブユース選手権 | Jリーグ U-14         | Jリーグ U-13 U-13地域リーグ | その他公式戦 | 監督     |
| ---- | --------- | -------- | -------- | -------- | -------- | -------- | ------------ | ------------------ | -------------------- | --------------------------- | ------------ | -------- |
| 2008 | -         | -        | -        | -        | -        | -        | 県予選敗退   | -                  |                      |                             |              | 木村匡志 |
| 2009 | 茨城県2部 | 19       | 6        | 1        | 0        | 優勝     | 県予選敗退   | 県予選敗退         |                      | メトロポリタンC 6位         |              | 木村匡志 |
| 2010 | 茨城県1部 | 14       | 4        | 2        | 1        | 2位      | 関東予選敗退 | 関東予選敗退       |                      |                             |              | 木村匡志 |
| 2011 | 茨城県1部 | 50       | 16       | 2        | 0        | 優勝     | 関東予選敗退 | 関東予選敗退       | メトロポリタンC 4位  | メトロポリタンE 優勝        |              | 土田哲也 |
| 2012 | 関東2部   | 49       | 15       | 4        | 3        | 2位      | 関東予選敗退 | 関東予選敗退       | メトロポリタンA 4位  | メトロポリタンA 5位         |              | 土田哲也 |
| 2013 | 関東1部   | 23       | 7        | 2        | 13       | 9位      | 関東予選敗退 | 関東予選敗退       | メトロポリタンB 5位  | メトロポリタンB 6位         |              | 土田哲也 |
| 2014 | 関東1部   | 24       | 6        | 6        | 10       | 11位     | 関東予選敗退 | 関東予選敗退       | メトロポリタンA 3位  | 関東1部A 5位                |              | 土田哲也 |
| 2015 | 関東2部   | 51       | 15       | 6        | 1        | 優勝     | 関東予選敗退 | 関東予選敗退       | メトロポリタンB 優勝 | 関東1部B 6位                |              | 土田哲也 |
| 2016 | 関東1部   | 26       | 7        | 5        | 10       | 8位      | 関東予選敗退 | ベスト8            | メトロポリタンA2 6位 | 関東1部A 5位                |              | 根本裕一 |

1. 1 2 3  Jリーグ U-13は2007年〜2013年まで開催。U-13地域サッカーリーグ（U-13地域リーグ）は2014年より開催。

## ジュニア
ジュニアユースは、第4種（U-12、小学生年代）の選抜チーム。鹿島、つくば、ノルテの3チームで構成されている。海外遠征を積極的に実施している。

### 鹿島ジュニア
練習場はアントラーズクラブハウスグラウンドや新日鐵住金総合グラウンド。
獲得タイトル
- JFA 全日本U-12サッカー選手権大会：1回
  - 2013年
- JFA 全日本U-12フットサル選手権大会：1回
  - 2012年

### つくばジュニア
2007年につくば市を中心拠点として活動を開始した。主な練習場は、つくばアカデミーセンター。茨城県の県南地域の生徒で構成されている。
獲得タイトル
- JFA 全日本U-12フットサル大会：1回
  - 2014年

### ノルテジュニア
2017年に日立市を中心拠点として活動を開始した。茨城県の県北地域の生徒で構成されている。

## スクールコース
スクールコースは、トップチームで活躍する選手を輩出するという育成と、「生活の中にアントラーズがある」ことを感じられる環境を提供する普及の両方を目標にしている。スクールコースには、各校で対象としている性別・年齢なら会費を払えば参加できる。2022年現在、茨城県内に20校、千葉県内に1校の計21のスクールが開校しており、幼稚園から大人までの男女が約3,000人活動している。スクールでは、通常のコースの他、選考された選手達で練習するスペシャルコースと強化コース、ストライカーコース、GKコースなどが用意されている。指導は、スクールコーチが行うほか、トップチームOBの中田浩二が巡回コーチとして参加することもある。また、夏休みや冬休みを利用した国内やハワイなどの遠征を実施している。
| エリア | スクール         | 県     | 市町村       |
| ------ | ---------------- | ------ | ------------ |
| 鹿島   | 鹿島校           | 茨城県 | 鹿嶋市       |
| 鹿島   | 神栖校           | 茨城県 | 神栖市       |
| 鹿島   | 銚子校           | 千葉県 | 銚子市       |
| 鹿島   | 行方校           | 茨城県 | 行方市       |
| 鹿島   | 鉾田校           | 茨城県 | 鉾田市       |
| 県北   | 日立校           | 茨城県 | 日立市       |
| 県北   | 日立折笠校       | 茨城県 | 日立市       |
| 県北   | 高萩校           | 茨城県 | 高萩市       |
| 県北   | 常陸大宮校       | 茨城県 | 常陸大宮市   |
| 県央   | 内原校           | 茨城県 | 水戸市       |
| 県央   | ひたちなか校     | 茨城県 | ひたちなか市 |
| 県央   | ひたちなか佐和校 | 茨城県 | ひたちなか市 |
| 県央   | ひたちなか足崎校 | 茨城県 | ひたちなか市 |
| 県南   | つくば校         | 茨城県 | つくば市     |
| 県南   | 土浦校           | 茨城県 | 土浦市       |
| 県南   | 牛久校           | 茨城県 | 牛久市       |
| 県西   | 常総校           | 茨城県 | 常総市       |
| 県西   | 守谷校           | 茨城県 | 守谷市       |
| 県西   | 下妻校           | 茨城県 | 下妻市       |
| 県西   | 結城校           | 茨城県 | 結城市       |

出典: “アカデミー>>スクール”.   鹿島アントラーズ. 2022年5月6日閲覧。

## アカデミー出身選手
| 名前         | 生年 | 出身               | Pos | U-12     | U-15                  | U-18                    | 進学先                | 入団クラブ                     | 現在の所属クラブ                     |
| ------------ | ---- | ------------------ | --- | -------- | --------------------- | ----------------------- | --------------------- | ------------------------------ | ------------------------------------ |
| 市川友也     | 1976 | 茨城県鹿嶋市       | GK  |          |                       | 鹿島Y                   |                       | 鹿島アントラーズ（昇格）       | 現役引退                             |
| 曽ヶ端準     | 1979 | 茨城県鹿嶋市       | GK  |          |                       | 鹿島Y                   |                       | 鹿島アントラーズ（昇格）       | 現役引退                             |
| 寺田武史     | 1979 | 茨城県             | DF  |          | 鹿島JY                | 鹿島Y                   | 阪南大学              | ザスパ草津                     | 現役引退                             |
| 加藤慎也     | 1980 | 茨城県鹿嶋市       | GK  | 鹿島Jr   | 鹿島JY                | 鹿島Y                   |                       | 鹿島アントラーズ（昇格）       | 現役引退                             |
| 松島竜太     | 1980 | 茨城県神栖市       | DF  |          | 鹿島JY                | 鹿島Y                   |                       | 鹿島アントラーズ（昇格）       | 現役引退                             |
| 矢畑智裕     | 1980 | 茨城県鹿嶋市       | DF  |          |                       | 鹿島Y                   |                       | 鹿島アントラーズ（昇格）       | 現役引退                             |
| 中嶋譲       | 1980 | 埼玉県さいたま市   | FW  |          |                       | 鹿島Y                   |                       | 鹿島アントラーズ（昇格）       | 現役引退                             |
| 小林康剛     | 1980 | 茨城県那珂郡東海村 | FW  |          |                       | 鹿島Y                   |                       | 鹿島アントラーズ（昇格）       | 現役引退                             |
| 根本裕一     | 1981 | 茨城県鹿嶋市       | DF  |          | 鹿島JY                | 鹿島Y                   |                       | 鹿島アントラーズ（昇格）       | 現役引退                             |
| 大和田真史   | 1981 | 茨城県高萩市       | DF  |          | 鹿島JY                | 鹿島Y                   | 明治大学              | 水戸ホーリーホック             | 現役引退                             |
| 野沢拓也     | 1981 | 茨城県笠間市       | MF  |          | 鹿島JY                | 鹿島Y                   |                       | 鹿島アントラーズ（昇格）       | 現役引退                             |
| 高須洋平     | 1981 | 埼玉県さいたま市   | MF  |          |                       | 鹿島Y                   |                       | 水戸ホーリーホック             | 現役引退                             |
| 大友慧       | 1981 | 千葉県印旛郡栄町   | FW  |          |                       | 鹿島Y                   |                       | ベガルタ仙台                   | 現役引退                             |
| 木戸康史     | 1982 | 茨城県             | DF  |          | 鹿島JY                | 鹿島Y                   |                       | ベガルタ仙台                   | 現役引退                             |
| 阿部直人     | 1982 | 茨城県神栖市       | FW  |          |                       | 鹿島Y                   | 国士舘大学            | 三菱自動車水島FC               |                                      |
| 首藤慎一     | 1983 | 大分県             | GK  |          |                       | 鹿島Y                   |                       | 鹿島アントラーズ（昇格）       | 現役引退                             |
| 田中翔太     | 1983 | 茨城県水戸市       | FW  |          |                       | 鹿島Y                   | 中央大学              | アルテ高崎                     |                                      |
| 三栗寛士     | 1984 | 茨城県鹿嶋市       | GK  |          |                       | 鹿島Y                   | 駒澤大学              | FC町田ゼルビア                 | FCアンテロープ塩尻                   |
| 藤田豊       | 1984 | 茨城県             | DF  |          |                       | 鹿島Y                   |                       | ザスパ草津                     | 現役引退                             |
| 川原達也     | 1985 | 茨城県潮来市       | DF  | 鹿島Jr   | 鹿島JY                | 鹿島Y                   | 東洋大学              | 大宮アルディージャ             | 現役引退                             |
| 高野耕平     | 1985 | 千葉県             | MF  |          |                       | 鹿島Y                   | 東京学芸大学          | AC長野パルセイロ               | 現役引退                             |
| 鈴木修人     | 1985 | 千葉県船橋市       | MF  | 鹿島Jr   | 鹿島JY                | 市立船橋高校            | 早稲田大学            | 鹿島アントラーズ               | 現役引退                             |
| 後藤圭太     | 1986 | 茨城県坂東市       | DF  |          |                       | 鹿島Y                   |                       | 鹿島アントラーズ（昇格）       |                                      |
| 滝川敬祐     | 1986 | 茨城県鹿嶋市       | DF  |          | 鹿島JY                | 鹿島Y                   | 日本大学              | ツエーゲン金沢                 |                                      |
| 野本泰崇     | 1986 | 茨城県鹿嶋市       | DF  |          | 鹿島JY                | 鹿島Y                   | 筑波大学              | FC岐阜                         |                                      |
| 鈴木寿毅     | 1986 | 茨城県潮来市       | DF  | 鹿島Jr   | 鹿島JY                | 鹿島Y                   | 駒澤大学              | FC琉球                         |                                      |
| 吉澤佑哉     | 1986 | 栃木県日光市       | MF  |          | 鹿島JY                | 鹿島Y                   |                       | 鹿島アントラーズ（昇格）       | 現役引退                             |
| 山本拓弥     | 1986 | 茨城県神栖市       | MF  | 鹿島Jr   | 鹿島JY                | 鹿島Y                   |                       | 鹿島アントラーズ（昇格）       | 現役引退                             |
| 関野達也     | 1986 | 茨城県那珂郡東海村 | FW  | 鹿島Jr   | ノルテJY              | 鹿島Y                   | 青山学院大学          | 横河武蔵野FC                   |                                      |
| 桜井正人     | 1986 | 茨城県             | FW  |          | 鹿島JY                | 柏ユース                | 浜松大学              | カターレ富山                   | 現役引退                             |
| 宮尾勇輝     | 1986 | 茨城県             | FW  |          | 鹿島JY                | 仙台育英高校            | 立命館大学            | V・ファーレン長崎              | 現役引退                             |
| 大道広幸     | 1987 | 茨城県古河市       | MF  |          |                       | 鹿島Y                   |                       | 鹿島アントラーズ（昇格）       | 現役引退                             |
| 木村純哉     | 1987 | 茨城県日立市       | MF  |          | ノルテJY              | 水戸葵陵高校 水戸ユース |                       | 水戸ホーリーホック             |                                      |
| 佐々木竜太   | 1987 | 茨城県鹿嶋市       | FW  | 鹿島Jr   | 鹿島JY                | 鹿島学園高校            |                       | 鹿島アントラーズ               | 南葛SC                               |
| 小峯拓也     | 1988 | 福島県いわき市     | DF  |          |                       | 鹿島Y                   | 日本大学              | 福島ユナイテッドFC             | 現役引退                             |
| 小谷野顕治   | 1988 | 茨城県潮来市       | MF  | 鹿島Jr   | 鹿島JY                | 鹿島Y                   |                       | 鹿島アントラーズ（昇格）       | 現役引退                             |
| 山本啓人     | 1988 | 茨城県神栖市       | MF  |          | 鹿島JY                | 鹿島Y                   | 日本大学              | ザスパ草津                     | 現役引退                             |
| 佐伯大成     | 1988 | 富山県             | MF  |          |                       | 鹿島Y                   | 専修大学              | 佐川印刷SC                     | 現役引退                             |
| 川俣慎一郎   | 1989 | 静岡県御殿場市     | GK  |          |                       | 鹿島Y                   |                       | 鹿島アントラーズ（昇格）       | 現役引退                             |
| 大津祐樹     | 1989 | 茨城県水戸市       | FW  |          | ノルテJY              | 成立学園高校            |                       | 柏レイソル                     | ジュビロ磐田（元日本代表）           |
| 忰山翔       | 1989 | 福島県             | FW  |          |                       | 鹿島Y                   | 青山学院大学          | 横河武蔵野FC                   |                                      |
| 藤井航大     | 1990 | 富山県             | DF  |          |                       | 鹿島Y                   | 東京学芸大学          | カマタマーレ讃岐               | ジェイリースFC                       |
| 島田譲       | 1990 | 茨城県水戸市       | MF  |          | 鹿島JY                | 鹿島Y                   | 早稲田大学            | ファジアーノ岡山               | アルビレックス新潟                   |
| 八木直生     | 1991 | 群馬県桐生市       | GK  |          |                       | 鹿島Y                   |                       | 鹿島アントラーズ（昇格）       | 現役引退                             |
| 望月理人     | 1991 | 栃木県足利市       | DF  |          |                       | 鹿島Y                   | 早稲田大学            | FC町田ゼルビア                 |                                      |
| 土居聖真     | 1992 | 山形県山形市       | MF  |          | 鹿島JY                | 鹿島Y                   |                       | 鹿島アントラーズ（昇格）       | モンテディオ山形                     |
| 鈴木隆雅     | 1993 | 宮城県仙台市       | DF  |          |                       | 鹿島Y                   |                       | 鹿島アントラーズ（昇格）       | 栃木シティFC                         |
| 宮内龍汰     | 1993 | 千葉県銚子市       | MF  | 鹿島Jr   | 鹿島JY                | 鹿島Y                   |                       | 鹿島アントラーズ（昇格）       | 現役引退                             |
| 西室隆規     | 1993 | 山梨県             | MF  |          |                       | 鹿島Y                   | 法政大学              | カターレ富山                   | ラインメール青森FC                   |
| 中川義貴     | 1993 | 茨城県常総市       | FW  |          | 鹿島JY                | 鹿島Y                   |                       | 鹿島アントラーズ（昇格）       | 現役引退                             |
| 鈴木翔大     | 1993 | 千葉県             | FW  | 鹿島Jr   | 鹿島JY                | 日本航空高校            | 神奈川大学            | ソニー仙台FC                   | 鹿児島ユナイテッドFC                 |
| 岡田明久     | 1994 | 茨城県水戸市       | GK  |          | ノルテJY              | 鹿島Y                   |                       | 水戸ホーリーホック             | 現役引退                             |
| 清永丈瑠     | 1994 | 山口県周南市       | MF  |          |                       | 鹿島Y                   | 関西大学              | レノファ山口FC                 | Northcote City FC                    |
| 橋本龍馬     | 1994 | 茨城県             | MF  | 鹿島Jr   | 鹿島JY                | 鹿島Y                   | 中央大学              | つくばFC                       | ブリオベッカ浦安                     |
| 柳育崇       | 1994 | 千葉県香取市       | FW  |          | 鹿島JY                | 八千代高校              | 専修大学              | アルビレックス新潟シンガポール | ファジアーノ岡山                     |
| 原田大輝     | 1994 | 茨城県             | GK  |          | 鹿島JY                | 常総学院高校            | 亜細亜大学            | スタリオン・ラグナFC           | 現役引退                             |
| 平澤俊輔     | 1994 | 茨城県             | MF  | 鹿島Jr   | JFAアカデミー福島U-15 | JFAアカデミー福島U-18   | 早稲田大学            | いわきFC                       | 現役引退                             |
| 小泉勇人     | 1995 | 茨城県神栖市       | GK  |          | 鹿島JY                | 鹿島Y                   |                       | 鹿島アントラーズ（昇格）       | 現役引退                             |
| 川上盛司     | 1995 | 茨城県神栖市       | DF  | 鹿島Jr   | 鹿島JY                | 鹿島Y                   | 仙台大学              | 栃木SC                         | ウロンゴン・ユナイテッドFC           |
| 吉田康也     | 1995 | 茨城県石岡市       | MF  |          | ノルテJY              | 水戸葵陵高校            | JAPANサッカーカレッジ | アルビレックス新潟シンガポール |                                      |
| 阿部翔       | 1995 | 栃木県             | DF  |          |                       | 鹿島Y                   | 日本体育大学          | FC TIAMO枚方                   | FC TIAMO枚方                         |
| 大橋尚志     | 1996 | 茨城県つくば市     | MF  |          | つくばJY              | 鹿島Y                   |                       | 鹿島アントラーズ（昇格）       | 大宮アルディージャ                   |
| 鈴木優磨     | 1996 | 千葉県銚子市       | FW  | 鹿島Jr   | 鹿島JY                | 鹿島Y                   |                       | 鹿島アントラーズ（昇格）       | 鹿島アントラーズ                     |
| 柳澤亘       | 1996 | 千葉県柏市         | DF  |          | つくばJY              | 八千代松陰高校          | 順天堂大学            | FC岐阜                         | ガンバ大阪                           |
| 町田浩樹     | 1997 | 茨城県つくば市     | DF  |          | つくばJY              | 鹿島Y                   |                       | 鹿島アントラーズ（昇格）       | ロイヤル・ユニオン・サン＝ジロワーズ |
| 平戸太貴     | 1997 | 茨城県ひたちなか市 | MF  | 鹿島Jr   | 鹿島JY                | 鹿島Y                   |                       | 鹿島アントラーズ（昇格）       | 京都サンガF.C.                       |
| 田中稔也     | 1997 | 群馬県沼田市       | MF  |          |                       | 鹿島Y                   |                       | 鹿島アントラーズ（昇格）       | レノファ山口FC                       |
| 垣田裕暉     | 1997 | 群馬県             | FW  |          | 鹿島JY                | 鹿島Y                   |                       | 鹿島アントラーズ（昇格）       | 柏レイソル                           |
| 色摩雄貴     | 1997 | 千葉県             | FW  |          | 鹿島JY                | 鹿島Y                   | 東京学芸大学          | いわてグルージャ盛岡           | エリース東京FC                       |
| 池末知史     | 1997 | 茨城県             | GK  |          | つくばJY              | 横浜FCユース            | 明海大学              | ブリオベッカ浦安               | 鈴鹿ポイントゲッターズ               |
| 綿引康       | 1997 | 茨城県             | DF  |          | ノルテJY              | 前橋育英高校            | 鹿屋体育大学          | テゲバジャーロ宮崎             | SC相模原                             |
| 松浦航洋     | 1998 | 茨城県             | DF  |          |                       | 鹿島Y                   |                       | FCフミーリャ                   | 栃木シティFC                         |
| 篠崎輝和     | 1998 | 茨城県             | DF  |          |                       | 鹿島Y                   | 産業能率大学          | アスルクラロ沼津               | アスルクラロ沼津                     |
| 黒宮渉       | 1998 | 福島県いわき市     | DF  |          | ノルテJY              | 明秀学園日立高校        | 作新学院大学          | いわきFC                       | いわきFC                             |
| 西本卓申     | 1998 | 熊本県             | DF  |          |                       | 鹿島Y                   | 国士舘大学            | MIOびわこ滋賀                  | 品川CC横浜                           |
| 上田綺世     | 1998 | 茨城県水戸市       | FW  |          | ノルテJY              | 鹿島学園高校            | 法政大学              | 鹿島アントラーズ               | フェイエノールト                     |
| 木戸裕貴     | 1998 | 茨城県             | GK  |          | つくばJY              | 鹿島Y                   | 名古屋産業大学        | FC ECOPLAN                     | レイラック滋賀FC                     |
| 沖悠哉       | 1999 | 茨城県鹿嶋市       | GK  | 鹿島Jr   | 鹿島JY                | 鹿島Y                   |                       | 鹿島アントラーズ（昇格）       | 清水エスパルス                       |
| 加藤拓己     | 1999 | 茨城県龍ケ崎市     | FW  | 鹿島Jr   | 鹿島JY                | 山梨学院高校            | 早稲田大学            | 清水エスパルス                 | 清水エスパルス                       |
| 武沢一翔     | 1999 | 茨城県             | MF  |          | つくばJY              | 鹿島Y                   | 東京学芸大学          | FC琉球                         | FC琉球                               |
| 福田望久斗   | 1999 | 千葉県             | FW  |          | つくばJY              | 中央学院高校            | 東海学園大学          | 鹿児島ユナイテッドFC           | 鹿児島ユナイテッドFC                 |
| 中村勇太     | 1999 | 千葉県             | DF  |          | 鹿島JY                | 鹿島Y                   | 東洋大学              | ヴェルスパ大分                 | アスルクラロ沼津                     |
| 有馬幸太郎   | 2000 | 茨城県守谷市       | FW  | 鹿島Jr   | 鹿島JY                | 鹿島Y                   |                       | 鹿島アントラーズ（昇格）       | いわきFC                             |
| 佐々木翔悟   | 2000 | 茨城県小美玉市     | DF  |          | つくばJY              | 鹿島Y                   |                       | 鹿島アントラーズ（昇格）       | ジェフユナイテッド千葉               |
| 猪瀬康介     | 2000 | 茨城県             | GK  | つくばJr | つくばJY              | 流通経済大学柏高校      |                       | FC琉球                         | SC相模原                             |
| 増崎大虎     | 2000 | 茨城県             | DF  |          | 鹿島JY                | 鹿島Y                   |                       | いわきFC                       |                                      |
| 前田泰良     | 2000 | 茨城県             | DF  |          | 鹿島JY                | 鹿島Y                   | 東洋大学              | SC相模原                       | SC相模原                             |
| 沼田皇海     | 2000 | 茨城県             | DF  | 鹿島Jr   | ノルテJY              | 尚志高校                | 新潟医療福祉大学      | Y.S.C.C.横浜                   | Y.S.C.C.横浜                         |
| 東郷翼       | 2000 | 茨城県             | MF  |          | ノルテJY              | 水戸桜ノ牧高校          | 日本体育大学          | ロアッソ熊本                   | ロアッソ熊本                         |
| 高嶋修也     | 2000 | 茨城県             | DF  |          | ノルテJY              | 明秀学園日立高校        | 法政大学              | 栃木SC                         | 栃木SC                               |
| 赤塚ミカエル | 2000 | 埼玉県             | FW  |          | つくばJY              | 鹿島Y                   | 大阪産業大学          | アスルクラロ沼津               | アスルクラロ沼津                     |
| 篠塚愛樹     | 2000 | 茨城県             | MF  |          | 鹿島Jr                | 鹿島Y                   | 国士舘大学            | ブリオベッカ浦安               | ブリオベッカ浦安                     |
| 岸本駿朔     | 2000 | 埼玉県             | DF  |          | つくばJY              | 市立船橋高校            | 拓殖大学              | アルビレックス新潟シンガポール | レイラック滋賀FC                     |
| 金原朝陽     | 2000 | 茨城県鹿嶋市       | MF  | 鹿島Jr   | 鹿島JY                | 鹿島学園高校            | 流通経済大学          | 高知ユナイテッドSC             | 高知ユナイテッドSC                   |
| 染野唯月     | 2001 | 茨城県             | FW  |          | つくばJY              | 尚志高校                |                       | 鹿島アントラーズ               | 東京ヴェルディ                       |
| 山田大樹     | 2002 | 千葉県             | GK  | 鹿島Jr   | 鹿島JY                | 鹿島Y                   |                       | 鹿島アントラーズ（昇格）       | 鹿島アントラーズ                     |
| 柳町魁耀     | 2002 | 茨城県行方市       | MF  |          | 鹿島JY                | 鹿島Y                   |                       | 水戸ホーリーホック             | 水戸ホーリーホック                   |
| 舩橋佑       | 2002 | 茨城県古河市       | MF  | つくばJr | つくばJY              | 鹿島Y                   |                       | 鹿島アントラーズ（昇格）       | 鹿島アントラーズ                     |
| 石津快       | 2002 | 茨城県             | MF  |          | 鹿島JY                | 鹿島Y                   |                       | 鹿児島ユナイテッドFC           | FC徳島                               |
| 溝口修平     | 2003 | 茨城県             | DF  |          | ノルテJY              | 鹿島Y                   |                       | 鹿島アントラーズ（昇格）       | 鹿島アントラーズ                     |
| 下田栄祐     | 2004 | 岩手県             | MF  |          | つくばJY              | 鹿島Y                   |                       | 鹿島アントラーズ（昇格）       | 鹿島アントラーズ                     |

- 各国の全国リーグ（日本の場合、J1、J2、J3、JFL）に所属した選手。「所属」列に、最初に所属した全国リーグのクラブを記載
- この背景色の選手は、「現在の所属」が「鹿島アントラーズ」
- この背景色の選手は、「鹿島アントラーズ」から他チームに期限付き移籍中
- 「現在の所属クラブ」列には、2023年度所属チームを記載